# Flagstaff, Arizona
Flagstaff je grad smješten na sjeveru savezne države Arizona na jugozapadu SAD.  Prema popisu iz 2010. godine u njemu je živjelo 65.870 ljudi. Predstavlja sjedište Okruga Coconino. Ime mu na engleskom znači "štap za zastavu", a dobio ga je po štapu koga je na mjestu njegovog osnivanja postavila skupina izviđača iz Bostona proslavljajući stogodišnjicu osnivanja SAD-a 4. srpnja 1876.